# ヴァイブス・カーテル
ヴァイブス・カーテル（英語: Vybz Kartel、1976年1月6日 - ）は、ジャマイカのミュージシャン。本名はアディジャ・アジム・パーマー（英語: Adidja Azim Palmar）、別名はWorl' Boss。
カーテルはジャマイカのダンスホールレゲエのミュージシャンとして知られている。カーテルのシングルには、「Romping Shop」（2009年）、「Dancehall Hero」（2010年）、「SummerTime」（2011年）がある。
メジャー・レイザー、リアーナ、ジェイZ、ディガD、アンノウンTなどのヒップホップやR＆Bのアーティストとコラボレーションしたカーテルは、ダンスホールを取り入れた多くの西洋アーティストによる作品のインスピレーションとしても評価されている。
2014年、カーテルは彼の仲間であるクライヴ・ウィリアムズの殺害により、終身刑を宣告された。カーテルは最低でも刑務所で35年は服役した後、仮釈放の資格が与えられる。投獄されているにもかかわらず、カーテルは新しい音楽を多作にリリースし続けており、2016年だけで50曲以上の新しい曲をリリースした。カーテルのヒット曲「フィーバー」は、2020年6月にゴールド認定を受けた。